# داودة غيندو
داودة غيندو (مواليد 14 أكتوبر 2002) هو لاعب كرة قدم مالي يلعب كمدافع في نادي ريد بل سالزبورغ.

## وصلات خارجية
- داودة غيندو على موقع الاتحاد الأوربي (الإنجليزية)
- داودة غيندو على موقع قاعدة بيانات كرة القدم.إي يو (الإنجليزية)
- داودة غيندو على موقع ناشيونال فوتبول تيمز (الإنجليزية)
- داودة غيندو على موقع Soccerbase.com (لاعب) (الإنجليزية)
- داودة غيندو على موقع Soccerway.com (الإنجليزية)
- داودة غيندو على موقع عالم كرة القدم.نت (الإنجليزية)